# Eurylemma auricollis
Eurylemma auricollis är en skalbaggsart som beskrevs av Chemsak och Linsley 1974. Eurylemma auricollis ingår i släktet Eurylemma och familjen långhorningar. Inga underarter finns listade i Catalogue of Life.